# Texas Tom
«Техасец Том» (англ. Texas Tom) — сорок девятый эпизод серии короткометражек «Том и Джерри» Уильяма Ханны и Джозефа Барберы, выпущенный 11 марта 1950 года.

## Сюжет
В начале — пейзаж из вестерна: маленький городок «Бизонское ранчо» (англ. DUDE RANCH), окруженный бесконечной долиной. Далее, на улице городка, Том в белой шляпе «хорошего парня» берёт лассо (лассо у Тома самонаводящееся и способное в полёте заворачивать за угол) и выпускает из-под цветочного горшка свою жертву — Джерри. Джерри, в чёрной шляпе «злодея», пытается убежать от кота, но тот с легкостью арканит его своим лассо. Затем, Том преспокойно тянет к себе Джерри, который по пути натыкается на шпоры сапога и кактус-опунцию, от которой отрывает кусок. Наконец, Том притягивает и хватает Джерри, который бьёт кота по морде куском опунции, покрывая его морду колючками. Том корчится от боли, и это даёт Джерри шанс вырваться из хватки кота, и начать опрометью бежать прочь. Том хватает конец лассо, петля которого всё ещё обвязана вокруг мышонка, и тот тянет Тома за собой, вмазывая кота в столб. Разозленный Том наконец-то притягивает мышонка к себе и наставляет на него дуло своего револьвера. Джерри выдувает из пистолета патроны, и те вставляются из его задней стороны в рот Тома, пулями наружу. Джерри дает Тому револьвером по затылку, и все патроны во рту кота одновременно детонируют.
Том уже хочет разорвать Джерри, но тут оба видят машину, подъезжавшую к их местечку. Машина останавливается и высаживает Тудлз, одетую как каугёрл, хотя здесь она названа Сарой. Кот Том по уши, сам влюбляется в Сару, с громким криком и, тут же забывает про, мышонка джерри а затем, чтобы произвести на неё, впечатление он надевает свою лучшую ковбойскую одежду. Том подходит к Саре, стараясь выглядеть как можно внушительнее и громко стуча шпорами. Кот делает из бумаги самокрутку, душит Джерри, вытягивая его язык и склеивает его языком самокрутку, подкидывает её в воздух и поджигает, выстрелив из револьвера, ловит ртом за негорящий конец, в одну затяжку выкуривает всю самокрутку и выдувает из дыма слово «Как Делишки?» (характерное приветствие на Дальнем Западе). Затем Том заставляет Джерри включить граммофон (Сара не видит этих приготовлений), и кот, играя на гитаре, артикулирует под фонограмму песню «Приезжай ко мне в Техас». Сам он не в голосе сегодня, но кошка об этом узнать не должна:
Приезжай ко мне, красавица, в Техас. Приезжай ко мне, красавица, в Техас. Здесь ребята все крутые, А девчонки золотые — Приезжай ко мне, красавица, в Техас.
(Том одновременно умудряется, и целовать кошечку, и открывать рот под фонограмму)
Здесь от каждого услышишь ты: «Привет!» (Стадо коров, при этом, говорит «Привет!»)
И мгновенно ты избавишься от бед. (Телята, при этом, мычат)
Будем сеять кукурузу и выращивать арбузы. Приезжай ко мне, красавица, в Техас.
(Том обнимает Тудлз, а его перчатка сама продолжает играть на гитаре)
Джерри решает поиздеваться над Томом и начинает переключать скорость граммофона. При этом у кота меняется голос: становится то гнусным высоким, то отвратительным низким. Том продолжает петь, делая вид, что так и задумано:
Знает каждая корова:
Самый ловкий - это Том.
Ты спроси кого угодно,
Все тут слышали о нем.
Приезжай ко мне, красавица в Техас,
И пускай они любуются на нас.
Ты узнаешь, дорогая,
Жизнь хорошая такая.
Приезжай ко мне, красавица, в Техас.
Том вырубает смеющегося Джерри гитарой, и скорость граммофона нормализуется. Пока Том «поет» неудавшийся куплет заново, Джерри берёт раскалённое тавро и метает его прямо в зад Тому. Кот выпрыгивает из своей одежды в корыто с холодной водой, охлаждая в нём свой зад. Потом Том берёт лассо и опять арканит Джерри. Но в этот раз, пока Том тянет к себе Джерри, мышонок успевает снять с себя петлю лассо, и надеть её на рог быка, стоящего рядом. Том тянет быка к себе, вгоняя его по дороге в стог сена, не глядя отрывает ему белый рог, и развязывается погоня. затем Бык таранит Тома, и бежит к дереву, но кот в последний момент прыгает на ветку, а бык врезается в дерево и временно вырубается. Том убегает и прячется за дверью загона для коров, но и тут его таранит бык. Бык пробегает мимо входа у ворот, на котором висят золотые рога; Бык меняет на них свои рога, и несется с новыми рогами назад, на Тома.
Пытаясь спрятаться от быка, кот прячется в старом сарае с курицами, при этом закрыв за собой дверь, но тот отдирает его от земли и выбрасывает. Том опять пытается убежать от быка, но попадает в тупик. Загнанный в угол, Том завязывает себе глаза и выкуривает «последнюю сигарету», как перед казнью. В этот момент бык на полной скорости сбивает Тома, заставляя его далеко отлететь и упасть рядом с Тудлз-Сарой. Появляется Джерри, одетый в ковбойские одежды как ранее Том, он целует Тудлз и оседлав Тома как коня, скачет на нём и уезжает в закат (стереотипный финал старых вестернов, пародируемый и здесь).

## Факты
- На тавро, который Джерри запустил в Тома выплавлено «TJ», что скорее всего означает «Tom & Jerry».
- Выдержки мультфильма появятся в серии «Cruise Cat» 1952 года.
- Песню из этой серии в оригинале исполняет Фил Хэррис — «If You're Ever Down in Texas, Look Me Up[англ.]». Это намек на то, что эта серия является отсылкой из нескольких вестернов и приключений на Диком Западе (включая те которые появляются лишь часть Дикого Запада).

## Цензура
- Из-за табу на показ курящих персонажей на британском телевидении сцены, где Том курит, были вырезаны для показа на британском Boomerang.